# Кадимка
Кадимка (рос. Кадымка) — селище Озерського міського округу, Калінінградської області Росії. Входить до складу Гавриловського сільського поселення.
Населення —  183 особи (2015 рік). 

## Населення
| 1818 | 1863 | 1910 | 1925 | 1933 | 1939 | 2002 |
| ---- | ---- | ---- | ---- | ---- | ---- | ---- |
| 89   | ↗174 | ↘101 | ↗300 | ↘288 | ↘287 | ↘181 |
| 2010 |      |      |      |      |      |      |
| ↗183 |      |      |      |      |      |      |